# Christoph Lindenberg
Christoph Lindenberg (* 4. Januar 1930 in Holzminden; † 20. April 1999 in Kirchzarten) war ein deutscher Waldorflehrer und Anthroposoph.

## Leben
Christoph Lindenberg absolvierte ein Praktikum in einer geschlossenen Anstalt für straffällige Jugendliche.
Er  studierte Geschichte und englische Philologie sowie Philosophie und Pädagogik in Göttingen und Freiburg. Anschließend besuchte er das Waldorflehrerseminar. 1955 arbeitete er als Lehrer an der Freien Georgenschule in Reutlingen und von 1960 an der Tübinger Freien Waldorfschule an der er Geschichte, Englisch, Kunst und Sozialkunde unterrichtete. Von 1967 bis 1970 war Lindenberg Assistent am Seminar für Zeitgeschichte an der Universität Tübingen. Seit 1980 war er als Dozent und Schriftsteller freiberuflich tätig. Er lebte in der Nähe von Freiburg. Christoph Lindenberg war Mitglied des Vorstandes des Bundes der freien Waldorfschulen e. V. und ständiger Mitarbeiter der anthroposophischen Monatshefte Die Drei. Er schrieb zwei Werke über Rudolf Steiner, den Begründer der Anthroposophie. Das erste: Rudolf Steiner – eine Chronik 1861–1925 nennt Helmut Zander „unverzichtbar“. Das zweite, tausend Seiten umfassende Werk von 1997 nennt sich zwar im Untertitel Biografie, sei aber gemäß Ernst Piper und Helmut Zander in weiten Teilen unkritisch, zu einseitig vom anthroposophischen Standpunkt aus verfasst und eher eine Hagiografie.

## Schriften
- Individualismus und offenbare Religion. Rudolf Steiners Zugang zum Christentum. Freies Geistesleben, Stuttgart 1970; erw. A. 1995, ISBN 3-7725-1562-2
- Waldorfschulen: Angstfrei lernen, selbstbewußt handeln. Rowohlt, Reinbek 1975 (231. Tsd. 1995), ISBN 3-499-16904-5
- Die Technik des Bösen. Zur Vorgeschichte und Geschichte des Nationalsozialismus. Freies Geistesleben, Stuttgart 1978 (3. unv. A. 1985), ISBN 3-7725-0045-5
- Die Lebensbedingungen des Erziehens. Von Waldorfschulen lernen. Rowohlt, Reinbek 1981 (27. Tsd. 1985), ISBN 3-499-17432-4
- Geschichte lehren. Thematische Anregungen zum Lehrplan. Freies Geistesleben, Stuttgart 1981 (4. A. 2007), ISBN 3-7725-0243-1
- Vom geistigen Ursprung der Gegenwart. Studien zur Bewusstseinsgeschichte Mitteleuropas. Freies Geistesleben, Stuttgart 1984, ISBN 3-7725-0825-1
- Rudolf Steiner – eine Chronik 1861–1925. Freies Geistesleben, Stuttgart 1988, ISBN 3-7725-0905-3
- Rudolf Steiner. Mit Selbstzeugnissen und Bilddokumenten. Rowohlt, Reinbek 1992 (13. A. 2011), ISBN 3-499-50500-2
- Rudolf Steiner. Eine Biographie. 2 Bände. Freies Geistesleben, Stuttgart 1997, ISBN 3-7725-1551-7; einbändige Ausgabe 2011, ISBN 978-3-7725-0150-0